# 陳浩 (永樂進士)
陳浩，字養浩，浙江錢塘縣人。明朝政治人物。

## 生平
永樂十九年（1421年）辛丑科進士。授知縣，擢監察御史，陞四川按察司僉事。致仕卒。